# Norma Stoker

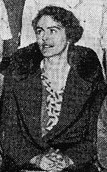
Norma Stoker 1936

Norma Stoker (* 26. März 1905; † 21. August 1962) war eine irische Tennis- und  Badmintonspielerin.

## Karriere
Norma Stoker war sowohl im Tennis als auch im Badminton erfolgreich. Im Tennis stand sie 1931 und 1933 im Finale des Dameneinzels der Irish Open. Im Badminton siegte sie von 1934 bis 1937 bei den nationalen Titelkämpfen sowie 1937 und 1938 im Damendoppel bei den Irish Open.

## Familie
Norma Stoker wurde um 1905 als Tochter des Tennisspielers Frank Stoker geboren. Der Schriftsteller Bram Stoker ist ein entfernter Verwandter von ihr. Sie liegt auf dem Glasnevin Cemetery in Dublin begraben.